# Паоли (Казерта)
Паоли је насеље у Италији у округу Казерта, региону Кампанија.
Према процени из 2011. у насељу је живело 79 становника. Насеље се налази на надморској висини од 392 м.